# Werner Bischof
Werner Bischof (Zürich, 26 april 1916 -  Trujillo (Peru), 16 mei 1954) was een Zwitserse fotograaf en fotojournalist. Hij was, in 1949, het eerste nieuwe lid van Magnum Photos buiten de originele oprichters van deze groep.

## Leven
Bischof groeide op in Zurich en Kilchberg, maar bracht zijn schooljaren door in Waldshut. De jeugd van Bischof werd overschaduwd door het vroeg overlijden van zijn moeder. In eerste instantie schreef Bischof zich in voor een lerarenopleiding, maar op zijn zestiende ging hij, na het verlaten van de lerarenopleiding, in Zurich aan de Kunstgewerbeschule studeren. Hij studeerde daar o.a. onder  Hans Finsler en Alfred Willimann en in 1936 behaalde hij zijn diploma met onderscheiding als fotograaf. Bischof opende een studio voor mode- en reclamefotografie in Zurich. In 1939 werd hij opgeroepen voor militaire dienst in Zwitserland, in deze periode begon hij als onafhankelijk fotograaf en zijn eerste foto's werden in 1942 het nieuwe maandblad Du gepubliceerd.
In de herfst van 1945 tot het voorjaar van 1946 reisde Bischof samen met Emil Schultless door diverse landen in Europa, waaronder Zuid-Duitsland, Frankrijk en Nederland. In opdracht van de Schweizer Spende (Engels: Swiss Relief) rapporteerde hij over de hulp aan oorlogsslachtoffers in het vernietigde Europa, met een speciale aandacht voor de kinderen.
In mei 1946 kwam Du met een nummer van het blad genaamd "Images of Europe" met op de cover een foto van een jongen uit Roermond die zichtbaar verwond was als gevolg van de oorlog. Deze foto werd gemaakt met behulp van vroege fotokleur technieken en met behulp van een Devin Tricoleur Camera.
De publicatie van deze 'schokkende' foto leidde in eerste instantie tot veel onbegrip en kritiek bij de lezers.. Jaren later, naar aanleiding van een expositie in 2011, zou deze foto een centrale rol spelen bij de reünie van de familie van deze jongen, Jo Corbey.
In 1948 was Bischof in opdracht van Life bij de Olympische Winterspelen in St. Moritz. Ook maakte hij diverse trips naar Oost-Europa, Finland, Zweden en Denemarken en werkte hij voor o.a. de Picture Post, The Observer, Illustrated en Epoca.
In 1949 werd Bischof een volwaardig lid van Magnum Photos. Op dat moment was hij het eerste lid buiten de vijf oorspronkelijke fotografen die  deze coöperatieve vereniging hadden opgericht in 1947.  In hetzelfde jaar trouwde hij met Rosellina Burri-Bischof. In 1951 ging Bischof in opdracht van Life naar India en maakte daar mogelijk zijn beroemdste reportage: Famine in Bihar (honger in Bihar). Daarna reisde hij door naar Japan, Korea en Hong Kong en voor Paris Match werkte hij als oorlogsverslaggever in Indochina (Vietnam).
In 1954 reisde hij door Mexico, Panama en Peru. Op 16 mei 1954 kwam Bischof om het leven, samen met drie andere passagiers, bij een tragisch ongeval waarbij hij met zijn auto van een klif viel op een bergweg in de Andes (Peru).

## Werk
Bischof had moeite met de oppervlakkigheid en het sendatie belustheid die het werken in de tijdschriften branche met zich meebracht, hij probeerde dan ook in zijn werk te zoeken naar rust en orde binnen de traditionele culturen. Zijn fotografie wordt omschreven als humanistisch waarbij hij naast de armoede en wanhoop om hem heen in Europa het verlangen had om de wereld rond te reizen en de schoonheid van de natuur en de mensheid over te brengen.
Zelf zei Bischof over zijn fotografie:
I felt compelled to venture forth and explore the true face of the world. Leading a satisfying life of plenty had blinded many of us to the immense hardships beyond our borders. 

## Erkenning
Tijdens zijn leven werden veel van zijn foto's al gepubliceerd door kranten en tijdschriften. Na zijn dood kreeg Bischof erkenning voor zijn werk  doordat hij in 1955 als eerste fotograaf de Prix Nadar won. Hij kreeg deze prijs voor zijn fotoboek Japan uit 1954.
Ook werd er door Edward Steichen een serie van zijn foto's geselecteerd voor de destijds vernieuwende en wereldberoemde tentoonstelling The Family of Man.

## Exposities Nederland en België (selectie)
Groep
- 1956 - Wij Mensen (The Family of Man), Stedelijk Museum Amsterdam
- 1956 - The Family of Man Palais de Beaux Arts, Brussel
- 1960 - Wij Mensen, Floriade Rotterdam

Solo
- 2011 - The Compassionate Eye. Photographs 1934–1954, Gemeentemuseum Helmond[3]
- 2017 - Werner Bischof, Standpunten, Fotomuseum Den Haag[8]

## Publicaties
- Japan. Zürich, Manesse, 1954. (de) 
  - Japan. Londen, Sylvan, 1954. New York: Simon & Schuster, 1954.
  - Japon. Parijs, Delpire, 1954. (fr)
- Indiens Pas Mort (met Pierre Verger en Robert Frank) Zürich, Conzett & Huber, 1956.
- Carnet de Route. Zürich, Conzett & Huber, 1957.
- Werner Bischof: Europa 1945 - 1950. Zürich, Tages-Anzeiger, 1990. OCLC 845274917
- After the War. Washington, DC, Smithsonian, 1997. ISBN 1-56098-721-9. Voorwoord van Miriam Mafai.
- Werner Bischof. Phaidon 55's. Londen, Phaidon, 2001. ISBN 0-7148-4041-6. Tekst door Claude Cookman.
- Questions to My Father: A Tribute to Werner Bischof. Londen, Trolley, 2004. ISBN 1-904563-25-2. edited door Marco Bischof.
- Werner Bischof in bevrijd Nederland. Den Haag, Lecturis, 2017